# 很高興認識你
很高興認識你是美國創作歌手梅根·崔娜的歌曲。歌曲迎來美國饒舌歌手妮琪·米娜客串獻聲，並收錄在崔娜的第三張主流錄音室專輯《善待自我》，於2020年1月31日作為專輯的第三首單曲發行。 歌曲由崔娜、勞爾·庫比納、馬克·威廉姆斯、史考特·哈里斯與奧妮卡·邁拉婕共同創作，並由奧吉沃爾塔負責製作。歌曲的風格為流行跟節奏藍調，並伴隨著震顫的鼓聲與嘻哈節拍，以及感覺良好跟充滿自信的歌詞。
音樂評論家對歌曲的評價褒貶不一。在商業表現上，很高興認識你發行後打進美國《告示牌》百強單曲榜第89位，成為崔娜的第十首進榜單曲。歌曲亦成功打進蘇格蘭、愛爾蘭跟英國的單曲榜。歌曲的音樂錄影帶由馬修·庫倫負責拍攝，錄影帶受到1988年電影《上班女郎》的啟發，並包括崔娜跟粉紅髮的米娜以及她們的女性同事一同起舞的情節。很高興認識你發行後，崔娜登上《吉米·法伦今夜秀》演唱歌曲以宣傳。

## 發行背景
梅根·崔娜將原本計劃在2018年8月發行的第三張主流錄音室專輯《善待自我》推遲至2019年1月25日發行，但其後於預定發行當月將作品從iTunes上移除。期間她製作了很高興認識你的基本樣本並帶到唱片公司播放，史诗唱片裡所有聽過的人都覺得「我的天，就是這首了」。當下她便知道了這首歌將會成為單曲發行，並以「（自己）所需要的火焰」以及「沒可能的親屬」形容歌曲。
崔娜於2020年1月的訪問提及《善待自我》的製作方向為「在嘻哈音樂復興的年代佔一席位的流行專輯」，並指自己已經創作出足以收錄四張專輯的素材，以適應音樂業界裡的新潮流。談及歌曲迎來妮琪·米娜客席獻聲，崔娜表示這是至今「最酷的事情」，並指自己從初中起便一直崇拜對方。根據崔娜的說法，米娜把歌曲帶至「我是老大」的水平，並認為「得到如此出色的傳奇人物支持」感覺真的很棒。
2020年1月22日，崔娜以表情圖標透露即將發行的專輯的收錄歌曲線索，並以握手的圖標代表歌曲。六天後，她確認歌曲的名稱為很高興認識你，並同時公開歌曲的客席歌手為米娜。歌曲於1月31日作為《善待自我》的第三首單曲在線上平台發行。歌曲於2020年2月3日派往美國熱門成人當代電台，並同時派往澳洲的主流電台播放。歌曲亦分別於2月4日以及2020年3月20日派往美國當代流行電台與意大利電台。歌曲的重混迷你專輯於2020年5月22日發行以作宣傳，當中收錄歌曲的Zookëper以及Ape Drums的重混版。

## 詞曲
很高興認識你由崔娜、勞爾·庫比納、馬克·威廉姆斯、史考特·哈里斯與奧妮卡·邁拉婕共同創作，並由奧吉沃爾塔負責製作。歌曲融合嘻哈音樂風格，由崔娜在蹦動的節拍跟米娜的哼聲上低吟作開始，而節拍則隨著進入副歌的時候變得強勁。這是一首「感覺良好」的流行與節奏藍調的歌曲，並有著「動聽易記的副歌」。歌曲的製作包括震顫的鼓聲以及嘻哈節拍。米娜獻聲的饒舌橋段被音樂電視網新聞的瑪德琳·羅斯形容為「有個性的自信」。該橋段包括「我總是鋒芒畢露，沒有人能贏得過我」跟「一分鐘前，我溫馴乖巧，下一秒，變身霸氣猛獸」等歌詞。

## 專業評價
很高興認識你獲得樂評家褒貶不一的評價。Idolator的邁克·尼德以「自信的炸曲」形容歌曲，並表示崔娜跟米娜都表現得「很棒」。他補充歌曲有著米娜意料之中的猛烈饒舌橋段，可能會成為崔娜這張專輯第一首能夠征服排行榜的熱門歌曲。《新音乐快递》的漢娜·邁爾瑞亞形容歌曲為令人聯想起沒可能的節奏藍調出色之作，並指它為所屬的專輯注入了片刻能量。藝術書桌的魯斯·科菲指很高興認識你完全無懼地駕馭著肆無忌憚的嘻哈節拍。
《Pitchfork》的丹妮·布魯姆形容歌曲為《善待自我》中「最能忍受的歌曲」，指它雖然以成為炸曲為目標而被創作，但它的「低哼副歌」感覺「刺耳而令人厭煩」，而米娜的橋段則顯得「平庸」。《PopMatters》的傑西卡·布蘭特指歌曲在聲音上不如它的歌詞般出格，並質疑它的女權主義信息名不副實。

## 商業成績
很高興認識你於發行首週空降2020年2月15日當週的美國《告示牌》百強單曲榜第89位，成為崔娜第十首打進該榜的單曲。歌曲亦為米娜的進榜歌曲數量增至第107首，使她打平坎耶·韋斯特的進榜紀錄，成為該榜第五多進榜歌曲的歌手。歌曲亦分別登上英國單曲排行榜第88位、爱尔兰单曲榜第88位，以及蘇格蘭單曲榜第45位。很高興認識你也登上澳洲歌曲下載榜第29位，以及紐西蘭熱門單曲榜第13位，後者為紐西蘭四十強單曲榜的延伸榜單。

## 音樂錄影帶

### 背景
很高興認識你的音樂錄影帶由馬修·庫倫負責拍攝。崔娜指這次受到1988年美國電影《上班女郎》啟發的錄影帶拍攝為「（她的）重大時刻」，甚至比自己出席葛萊美獎的時候更加緊張。她亦補充米娜在片場非常「有趣、輕鬆跟搞笑」。崔娜亦提到拍攝當時因為對自己的手臂欠缺自信而穿上大夾克，但米娜則讓她脫下來。米娜告訴崔娜不穿夾克的樣子很好看，鼓舞崔娜「在當下愛（自己）」。崔娜在拍攝結束後哭著擁抱工作人員，不敢相信自己跟米娜合作成真。錄影帶最終在2020年1月31日在YouTube跟Vevo上公開。

### 內容與反響
錄影帶描述出崔娜跟她的女性同事在男性主導的辦公室裡一同起舞。她們頂著八十年代的髮型跟穿著淺色光亮的長褲套裝，並表演著包括电臀舞的舞蹈。米娜從一個男性讀著寫上「惡女老大妮琪·米娜」（Boss Bitch Nicki Minaj）的名片而登場，而辦公室的名稱亦被描述為「崔娜工業」（Trainor Industries）。頂著粉紅頭髮的米娜於金色升降機裡唱出自己的饒舌橋段，其後崔娜亦加入一起出現在她的粉紅色的辦公室。在錄影帶最後的場景，她們二人穿著香奈儿服裝一起參加商務會議。
錄影帶獲得評論家的正面評價。Idolator的邁克·尼德指它充滿醒目服裝、一些編舞以及大量個性，為歌曲「錦上添花」。《告示牌》的赫蘭·馬莫指錄影帶的虛構工作場所「崔娜工業」在這項成功的拍攝裡一直感覺忙碌。同一雜誌的邁克爾·薩波納拉指錄影帶為「充滿活力的片段」，並讚賞錄影帶裡的服裝營造出令人愉悅的美感。音樂電視網新聞的瑪德琳·羅斯認為米娜的的粉紅色髮型從視覺效果上提升了「惡女老大」的要素。

## 現場表演
2020年2月6日，崔娜登上《吉米·法伦今夜秀》首次現場演唱很高興認識你。歌曲的表演舞台佈置成辦公室，而崔娜亦在一群舞者的伴舞下獻唱，呼應了歌曲的音樂錄影帶。

## 歌曲列表
- 專輯版[11]

1. 很高興認識你（妮琪·米娜客串） – 3:17

- 重混迷你專輯[10][35]

1. 很高興認識你（妮琪·米娜客串）（Zookëper重混版） – 2:30
2. 很高興認識你（妮琪·米娜客串）（Ape Drums重混版） – 3:37
3. 很高興認識你（妮琪·米娜客串）（Spotify附贈曲） – 3:17

## 製作名單
資料來自專輯《善待自我》內頁。

| - 奧吉沃爾塔 – 工程、製作、編程、錄製工程 - 梅根·崔娜 – 主聲樂、和聲、詞曲創作 - 勞爾·庫比納 – 詞曲創作 - 馬克·威廉姆斯 – 和聲、詞曲創作 - 史考特·哈里斯 – 詞曲創作 - 妮琪·米娜 – 客席聲樂、和聲、詞曲創作 - 瑞恩·崔諾 – 和聲 | - 賈斯汀·崔諾 – 和聲、工程 - 達洛·薩巴拉 – 和聲 - 奧布里·「大果汁」·德萊恩 – 錄製工程 - 喬恩·卡斯特利 – 混音工程 - 英格瑪·卡爾森 – 混音工程 - 維倫·貝克爾 – 混音工程 |

## 銷售榜單
| 週榜單（2020年）                       | 最高 位置 |
| -------------------------------------- | --------- |
| 澳大利亚（澳大利亚歌曲下載榜）         | 29        |
| 愛爾蘭（愛爾蘭唱片協會榜）             | 88        |
| 紐西蘭（新西兰唱片音乐协会熱門單曲榜） | 13        |
| 蘇格蘭（官方榜单公司單曲榜）           | 45        |
| 台灣（HITO西洋排行榜）                 | 4         |
| 英國（官方榜单公司單曲榜）             | 88        |
| 美国（《告示牌》百大單曲榜）           | 89        |
| 美國（《告示牌》Adult Pop Airplay）    | 26        |
| 美國（《告示牌》Pop Airplay）          | 30        |
| 美國（《滾石》百強單曲榜）             | 93        |

## 發行歷史
| 地區   | 日期          | 形式                              | 版本   | 廠牌           | 來源   |
| ------ | ------------- | --------------------------------- | ------ | -------------- | ------ |
| 多國   | 2020年1月31日 | 線上下載 串流媒體                 | 原版   | 史詩           | [ 5 ]  |
| 澳洲   | 2020年1月31日 | 主流電台                          | 原版   | 史詩           | [ 7 ]  |
| 美國   | 2020年2月3日  | 熱門成人當代電台                  | 原版   | 史詩           | [ 6 ]  |
| 加拿大 | 2020年2月3日  | - 當代流行電台 - 熱門成人當代電台 | 原版   | 加拿大索尼音樂 | [ 40 ] |
| 美國   | 2020年2月4日  | 當代流行電台                      | 原版   | 史詩           | [ 8 ]  |
| 意大利 | 2020年3月20日 | 當代流行電台                      | 原版   | 意大利索尼音樂 | [ 9 ]  |
| 多國   | 2020年5月22日 | 線上下載 串流媒體                 | 重混版 | 史詩           | [ 10 ] |

## 資料來源
1. ↑  台灣索尼音樂 Sony Music Taiwan. . YouTube. 2020-02-25  [2021-11-21]. （原始内容存档于2020-11-02）.
2. ↑  Nied, Mike. . Idolator（英语：Idolator (website)）. 2019-02-04  [2020-04-14]. （原始内容存档于2019-02-05）.
3. 1 2 3  Caulfield, Keith. . Billboard. 2020-04-02  [2020-04-14]. （原始内容存档于2020-04-04）.
4. ↑  Feeney, Nolan. . Billboard. 2020-01-14  [2020-04-14]. （原始内容存档于2020-04-04）.
5. 1 2  Mamo, Heran. . Billboard. 2020-01-28  [2020-04-14]. （原始内容存档于2020-04-04）.
6. 1 2  . All Access Music Group.   [2020-02-03]. （原始内容存档于2020-02-02）.
7. 1 2  . The Music Network（英语：The Music Network）.   [2020-02-03]. （原始内容存档于2020-02-03）.
8. 1 2  . All Access Music Group.   [2020-01-31]. （原始内容存档于2020-02-03）.
9. 1 2  . Radio Airplay SRL.   [2020-03-20]. （原始内容存档于2020-03-20） （意大利语）.
10. 1 2 3  . Apple Music.   [2020-05-22]. （原始内容存档于2020-08-10）.
11. 1 2 3   (音像媒体说明). Meghan Trainor. Epic Records.
12. 1 2  Wass, Mike. . Idolator. 2020-01-28  [2020-02-03].[]
13. 1 2 3  Nied, Mike. . Idolator. 2020-02-03  [2020-04-14]. （原始内容存档于2020-05-15）.
14. 1 2  Nied, Mike. . Idolator. 2020-01-31  [2020-02-03].[]
15. 1 2 3  Saponara, Michael. . Billboard. 2020-01-31  [2020-02-03]. （原始内容存档于2020-02-07）.
16. 1 2  Mylrea, Hannah. . NME. 2020-02-03  [2020-02-21]. （原始内容存档于2020-02-03）.
17. 1 2  Blum, Dani. . Pitchfork. 2020-02-06  [2020-04-14]. （原始内容存档于2020-02-06）.
18. 1 2 3 4  Roth, Madeline. . MTV News. 2020-01-31  [2020-04-14]. （原始内容存档于2020-04-18）.
19. ↑  Coffey, Russ. . The Arts Desk. 2020-01-31  [2020-04-15]. （原始内容存档于2020-01-31）.
20. ↑  Brant, Jessica. . PopMatters. 2020-01-31  [2020-04-15]. （原始内容存档于2023-09-16）.
21. 1 2  "Meghan Trainor Chart History (Hot 100)". Billboard.  [2020-02-11].（英語）.
22. ↑  McIntyre, Hugh. . Forbes. 2020-02-12  [2020-04-16]. （原始内容存档于2020-05-22）.
23. 1 2  "Official Singles Chart Top 100". Official Charts Company.  （英語）.
24. 1 2  . Irish Recorded Music Association.   [2020-02-21]. （原始内容存档于2020-02-21）. （選擇「2020」、「07-Feb-2020」、「TOP:100」查看。）
25. 1 2  "Official Scottish Singles Sales Chart Top 100". Official Charts Company.  （英語）.
26. 1 2   (PDF). Australian Recording Industry Association. 2020-02-10  [2020-02-08]. （原始内容存档 (PDF)于2020-02-08）.
27. 1 2  . Recorded Music NZ. 2020-02-10  [2020-02-08]. （原始内容存档于2020-02-16）.
28. ↑  Shaffer, Claire. . Rolling Stone. 2020-01-31  [2020-01-31]. （原始内容存档于2020-05-15）.
29. 1 2  Coldestdecember. . iHeartRadio. 2020-02-02  [2020-04-15]. （原始内容存档于2020-03-11）.
30. ↑  Tuccillo, Andrea. . Good Morning America. 2020-02-06  [2020-04-15]. （原始内容存档于2020-02-26）.
31. 1 2 3  Mamo, Heran. . Billboard. 2020-02-10  [2020-04-15]. （原始内容存档于2020-04-04）.
32. ↑  . Meghan Trainor.   [2020-01-31]. （原始内容存档于2020-02-04） –YouTube.
33. ↑  . Billboard. 2020-02-07  [2020-04-14]. （原始内容存档于2020-04-04）.
34. ↑  Zemler, Emily. . Rolling Stone. 2020-02-07  [2020-04-14]. （原始内容存档于2020-02-08）.
35. ↑  . Spotify.   [2020-05-27]. （原始内容存档于2021-11-21）.
36. ↑  . Hit FM聯播網.   [2020-03-21]. （原始内容存档于2020-03-21）.
37. ↑  "Meghan Trainor Chart History (Adult Pop Songs)". Billboard.   [2020-04-27].（英語）.
38. ↑  "Meghan Trainor Chart History (Pop Songs)". Billboard.  [2020-05-04].（英語）.
39. ↑  . Rolling Stone.   [2020-02-11]. （原始内容存档于2020-02-16）.
40. ↑  . Play MPE. 2020-02-04  [2021-05-05]. （原始内容存档于2021-11-21）.